# 2. proletarska brigada (NOVJ)
Za druge 2. brigade glejte 2. brigada.
2. proletarska brigada (hrvaško, srbsko 2. proleterska brigada) je bila brigada v sestavi Narodnoosvobodilne vojske in partizanskih odredov Jugoslavije in ki je delovala med drugo svetovno vojno na področju Kraljevine Jugoslavije.

## Zgodovina
Brigada je bila ustanovljena 1. marca 1942, pri čemer je imela 4 bataljone v skupni moči okoli 1000 borcev.

## Organizacija
- štab
- 4x bataljon